# Siedzący żołnierz
Siedzący żołnierz – pastel na żłobkowanym papierze naklejonym na tekturę z 1809 autorstwa polskiego malarza i rysownika Aleksandra Orłowskiego, znajdujący się w zbiorach Muzeum Narodowego w Poznaniu. Przedstawia siedzącego na kamieniu żołnierza w hełmie opierającego obie ręce na trzonie maczugi lub berdysza, patrzącego w daleką, pustą przestrzeń.

## Historia obrazu
Orłowski namalował obraz w roku 1809 w Petersburgu. Został zakupiony w latach sześćdziesiątych XIX wieku przez barona Edwarda Rastawieckiego, w roku 1870 wraz z całą kolekcją odkupiony przez hrabiego Seweryna Mielżyńskiego, a następnie przekazany Poznańskiemu Towarzystwu Przyjaciół Nauk (po śmierci Mielżyńskiego w zbiorach Muzeum im. Mielżyńskich w Poznaniu przy PTPN). Po zakończeniu I wojny światowej wraz z kolekcją malarstwa przekazany został w depozyt Muzeum Wielkopolskiemu. W 1939 władze nazistowskie przywróciły instytucji nazwę Kaiser Friedrich Museum Posen. Dzieła polskich malarzy przeniesiono do składnicy w kościele świętego Marcina, skąd w roku 1943 obraz skradziono. W 2009 został sprzedany przez krakowski antykwariat. Rozpoznany jako zaginiony zbiór muzealny został dopiero przy kolejnej transakcji w styczniu 2010 na aukcji dzieł sztuki w warszawskim Domu Aukcyjnym Rempex. 